# 武田宗高
武田宗高（たけだ むねたか、1949年8月22日 - ）は日本の大蔵・内閣府官僚。関東財務局長、内閣府政策統括官（沖縄政策担当）、内閣府審議官（沖縄担当）などを歴任。血液型はAB型。

## 来歴
香川県仲多度郡出身（父母も香川県出身）。香川県立丸亀高等学校、東京大学法学部卒業。1972年 大蔵省入省（理財局国有財産総括課）。1973年8月に大阪国税局調査部、1974年8月に大臣官房調査企画課、1975年7月に主計局総務課調査主任、1976年7月 主計局総務課係長となり、1977年7月 八幡浜税務署長。1994年7月 防衛庁経理局会計課長。1996年7月12日 国税庁長官官房総務課長。1997年7月 仙台国税局長。1998年8月 総理府経済戦略会議事務局長。1999年7月 関東財務局長。2001年1月6日 内閣府大臣官房審議官（沖縄担当）。同年7月 内閣府沖縄振興局長。2003年7月 内閣府政策統括官（沖縄政策担当）。2005年9月6日 内閣府審議官（沖縄担当）。2007年1月9日 退官。同年2月 JT顧問。。同年4月 JT専務執行役員・財務責任者。同年6月22日 JT代表取締役副社長（〜2012年6月22日）。

## 略歴
- 1972年4月：大蔵省入省（理財局国有財産総括課）。
- 1973年8月：大阪国税局調査部。
- 1974年8月：大臣官房調査企画課。
- 1975年7月：主計局総務課調査主任[3]。
- 1976年7月：主計局総務課係長。
- 1977年7月：八幡浜税務署長。
- 1978年7月：防衛庁経理局会計課。
- 1980年7月：大臣官房調査企画課長補佐（内国調査）[6]。
- 1982年9月：大臣官房付（外務研修）。
- 1983年5月：外務省在シンガポール大使館一等書記官。
- 1986年6月：国税庁長官官房総務課長補佐。
- 1987年7月：大臣官房企画官 兼 国税庁長官官房総務課。
- 1988年6月：大阪国税局調査部長。
- 1989年6月：大阪国税局直税部長。
- 1990年7月：沖縄開発庁振興局振興総務課長。
- 1992年7月：理財局国有財産審査課長。
- 1993年7月：関税局業務課長。
- 1994年7月：防衛庁経理局会計課長。
- 1996年7月12日：国税庁長官官房総務課長。
- 1997年7月：仙台国税局長。
- 1998年8月：総理府経済戦略会議事務局長。
- 1999年7月：関東財務局長。
- 2001年1月6日：内閣府大臣官房審議官（沖縄担当）。
- 2001年7月：内閣府沖縄振興局長。
- 2003年7月：内閣府政策統括官（沖縄政策担当）。
- 2005年9月6日：内閣府審議官（沖縄担当）。
- 2007年1月9日：退官。